# T-90
T-90 är en tredje generationens rysk stridsvagn som är i bruk i de ryska och indiska arméerna. T-90 utvecklades av Kartsev-Venediktov designbyrå vid Uralvagonzavod i Niznij Tagil. Den är en vidare uppgradering från T-72 med viss teknik från T-80. Indiens version heter T-90 Bhishma som är en uppgradering från den ryska T-90S. Två varianter, T-90S och T-90E, har identifierats som möjliga exportmodeller. Ryssland har sedan 2011 inte gjort några fler beställningar av T-90 utan har planer på att ersätta den med fjärde generationens ryska stridsvagn, T-14 Armata.

## Produktionshistoria
År 1992 meddelade den ryska regeringen att det var oekonomiskt att producera två olika stridsvagnar parallellt, som "Kvalitets"-stridsvagnar som T-80U och billigare "kvantitets"-stridsvagnar som T-72BM. Båda byggdes på varsin fabrik och båda fabrikerna var nödvändiga för städerna de var nära. Omsk byggde fem T-80U vagnar och Niznij Tagil byggde 15 T-72:or under den här tiden. Flera byggdes också för export. Niznij Tagil hade byggt fem nya T-72BM:or som bär det nya reaktiva pansaret Kontakt-5. Uppgraderingen av Kontakt-5 kallas Kaktus som finns på Tjornyj Orjol.
För att förbättra T-72 för export och som standardstridsvagn för de ryska styrkorna flyttades teknik från T-80U, som dess effektiva eldledningssystem, kanonen, 1G46-siktet med mera till en ny prototyp som fick namnet T-88. Den ryska militären beslutade att produktionsvagnen skulle heta T-72BU. Men under Gulfkriget 1991 hade massmedia filmat USA:s framgång mot Irak. På bilderna såg man brinnande T-72:or och för att skaka av sig namnet T-72 som västvärlden förknippade med "en brinnande irakisk stridsvagn", bytte man namnet till T-90.    
Produktionen startade i liten skala år 1993. När västvärlden fick höra om nyheten, trodde många analytiker att modellen skulle vara av en helt ny design, men T-90 är egentligen en vidareutveckling av T-72BM och är inte till för att bli den nya generationens stridsvagn utan för att skära ner på kostnaderna för att producera två olika stridsvagnar parallellt.
År 1999 sågs en ny modell av T-90 med ett nytt torn från experimentvagnen Obyekt 187. Denna modell kallas "Vladimir", namngett till äran för T-90:s chefskonstruktör Vladimir Potkin som avled 1999. Det är fortfarande okänt om denna variant har ett annat pansar på tornet eller på hela vagnen.

## Beväpning
T-90:s huvudbeväpning är en 125 mm 2A46M slätborrad kanon, som är en modifierad version av pansarvärnskanonen 2A45M. Kanonen på T-90 är samma kanon som på T-80-stridsvagnarna, och har precis som den en laddautomat med ammunitionskarusell runt tornbotten. Den kan bytas ut utan att montera ner de inre delarna i tornet. 2A46M är kapabel att avfyra pansarbrytande kinetiska projektiler (fenstabiliserad projektil), högexplosiva pansarbrytande projektiler (pansarspränggranat), spränggranat) och pansarvärnsrobot (9M119M Reflex kallas av NATO för AT-11 sniper).   
9M119M Reflex finns tillgängliga på nästan alla moderna stridsvagnar i Ryssland, även Indiens variant Bhishma och Kinas nyaste stridsvagnar är kapabla att avfyra dessa robotar. Den är utrustad med ett halvautomatiskt laserföljande system (SACLOS) och en pansarspränggranat. Roboten har en räckvidd på 100 m till 5 000 m och det tar 17,5 sekunder för den att nå maximal räckvidd. Roboten kan penetrera upp till 980 mm stålpansar vid 90 graders anslagsvinkel och skjuta ner flygande objekt på låg höjd, som helikoptrar.
Det datoriserade 1A45T Irtysh eldledningssystemet med 9S515 robotstyrningssystem och laseravståndsmätaren som är kopplad till det ryska Agave termiska siktet för skytten, tillåter T-90 att skjuta både mål på marken och i luften fast vagnen är i rörelse och att det är natt. Men enligt analytiker i västvärlden är den första generationens system inte i samma klass som NATO:s stridsvagnar.
2A46M-kanonen har ett automatiskt laddningssystem och kanonstabiliseraren 2E42-4 Zhasmin, som kan avfyra 6-8 skott i minuten med större precision. 
Den sekundära beväpningen består av en NSVT fjärrstyrd 12,7 mm lv-ksp som har en effektiv räckvidd på 2 000 m och kan avfyra 210 skott i minuten. Den parallellkopplade kulsprutan är en PKT 7,62 mm och väger 10,5 kg när den är försedd med ett magasin på 250 patroner.

## Skydd
På de främre delarna av chassit och på tornet sitter block av Kontakt-5 reaktivt pansar (ERA). Tornets form med de reaktiva pansarblocken ger en bild ovanifrån formen av ett snäckskal. Blocken är även monterade på tornets ovansida som skydd mot attacker ovanifrån. 
T-90 är även försedd med ett skyddssystem mot nukleära, biologiska och kemiska vapen (NBC).
Som de nyaste stridsvagnarna i Ryssland är T-90 försedd TShU-1-7 Shtora-1 elektronisk och tekniskt skyddssystem. De är till för att störa laserstyrningen och laseravståndsmätarna hos inkommande robotar genom elektrooptisk laserstörare som är två stora lådor på varsin sida av kanonen. T-90 har också utrustning som varnar besättningen när laserstrålar träffar vagnen.
Shtora-1 systemet innehåller fyra huvudkomponenter, elektrooptiska delen (som inkluderar laserstörare, modulatorer och kontrollpanel), rökgranatkastare (på T-90: 12 902B 82mm granatkastare som avfyrar 3D17 rökgranater) som finns på båda sidor av tornet, ett laservarningssystem och ett kontrollsystem som innefattar kontrollpanelen, mikroprocessorer och en manuell skärmläggning. Sensorer på vagnen detekterar en möjlig laserstråle och aktiverar skärmläggningen. Besättningen varnas och laserstörarna sätts igång för att störa den inkommande robotens bana. Funkar det inte skjuts rökgranater ut som skapar en aerosolskärm runt vagnen, vilket kan få roboten att missa sitt mål. Shtora-1 blir ännu mer effektiv med Arena skyddssystem, som skjuter iväg raketer för att förstöra inkommande projektiler.  
Detta nya system från Ryssland visades först 1995 på en internationell vapendemonstration i Abu Dhabi. Det är troligt känt att Shtora-1 finns installerad på T-80U, T-80UK, T-84 och T-90. 
De indiska T-90S och Bhishma-stridsvagnarna har dock varken Shtora-1 eller Arena. Enbart de ryska styrkorna har detta.

## Varianter
- T-90: Kom 1992. Uppgradering från T-72BM. Beväpning: 125 mm 2A46M slätborrad kanon.
- T-90 Vladimir: Kom 1999 med nytt torn. Uppkallad efter T-90:s chefskonstruktör, Vladimir Potkin. Väldigt lite är känt om denna stridsvagn.
- T-90S: Exportvariant med modifierad motor och 1A4GT eldledningssystem. Har exporterats till Indien, Algeriet och Turkmenistan. Kan förses med KMT-6 minröjningssystem.
- T-90S Bhishma: Kom 2001. Indisk version av T-90S-vagnarna.
- T-90A: Kom 2004. Fyrkantigare svetsat torn. Kontakt-5 ERA.[1]
- T-90SK: Ledningsvagn baserad på T-90S med bättre radio- och navigationssystem.
- T-90SA: Kom 2006. Förbättrad T-90S för export till Algeriet. Utrustad med lasersensorer, anti-FLIR rökgranater av Shtora EOCMENDAS, "Nakidka" termisk/radar/optisk kamouflagehölje och KMT-8 minröjare kan monteras.
- T-90K: Förbättrad ledningsvagn, utrustad med avancerat radio- och navigationssystem och med Ainet detonationssystem som styrs av radiovågor för HEF-granater.
- T-90M ("Proryv-3"): Kom 2016. Variant med relikt ballistiskt pansarskydd. T-90M har också en till kulspruta på 7,62 mm, en till på 12,7 mm och ett motmedelssystem. Dieselmotor V-92S2 på ca 1000 hästkrafter.
- T-90MS/SM: Kom 2017. Moderniserad T-90S, med motor V-92S2F på 1130 hk, DSHK kulspruta med IR-kamera och PNM Sosna-U skyttsikte, 7.62mm torn UDP T05BV-1 RWS, GLONASS+inertial GPS, nytt Relikt ballistiskt skydd.

## Användare
Ryssland: År 1996 var 107 T-90-stridsvagnar i tjänst i den ryska Fjärran Östern-militärdistriktet. Idag (när?) är det 241 T-90-stridsvagnar i tjänst i den ryska femte pansardivisionen, som är stationerad i det Sibiriska militärdistriktet. Sju finns hos ryska flottan.
År 2005 meddelade ryska regeringen att 91 T-90S-stridsvagnar ska produceras för ryska armén, men 15 mars 2006 offentliggjorde Rysslands viceförsvarsminister att enbart 31 nya T-90S stridsvagnar ska produceras. De flesta av Rysslands pansarstyrkor består fortfarande mest av T-72 och T-80-vagnar med vissa T-90:or.
Ryssland har 369 T-90A, 120 Т-90 och 30 Т-90М i tjänst (juli-2020). Fler T-90M är beställda.
I februari 2022 har Ryssland 417 T-90/T-90A och T-90M i tjänst. Ytterligare 200 T-90/T-90A och T-90M i lager. Alla T-90 ska moderniseras till T-90M till år 2025, trots sanktioner.

### Export
Indien: I februari 2001 köpte Indien 310 T-90S stridsvagnar, 120 levererades kompletta, 90 halvmonterade och 100 omonterade. De första levererades i januari 2004. Valet av T-90 gjordes för dess likhet med T-72:an som indiska armén redan har. Indien köpte dem också för att de hade misslyckats starta produktion av sin egen stridsvagnstyp, Arjun. Men också för att besvara hotet från fienden Pakistan som köpt T-80UD och T-84:or från Ukraina och för deras produktion av Al-Khalid, en kopia av kinesiska stridsvagnen Type-90 IIM.
Affären med Ryssland kostade Indien 750 miljoner dollar. Affären inkluderar teknik och frakt av vapensystem från T-90. Med ryskt och franskt stöd har Indien själva konstruerat en egen kopia som de kallar Bhishma. Däremot har Indien rapporterat problem med den fransk-tillverkade termiska sikten som är installerade på indiska T-90:or i det heta ökenklimatet.
År 2006 beställde indiska regeringen 1000 T-90 Bhishma-stridsvagnar (tillverkade i Indien) för indiska armén. Avtalet var på 2,5 miljarder dollar och levereranser ske 2020. Den 26 oktober 2006 gjorde Indien ett nytt avtal med Ryssland om 330 T-90S stridsvagnar, för 800 miljoner dollar. 
 Algeriet: I mars 2006 beställde Algeriet 180 stycken T-90SA-stridsvagnar av Ryssland, som levererades 2009.
I februari 2012 skriver tidningen Vedomosti att Ryssland har skrivit kontrakt om att sälja 120 T90-stridsvagnar till Algeriet och 30 st till Turkmenistan för minst 3,3 miljarder kronor. Sedan tidigare har Algeriet köpt 185 och Turkmenistan 10 stridsvagnar av samma typ. Enligt Vedomosti gör affären att Ryssland passerar Kina som världens största stridsvagnsexportör. Juli 2020 hade Algeriet 572 T-90SA i tjänst.
 Azerbajdzjan: 100 T-90S i tjänst (juli-2020).
 Irak: 75 T-90S/SK i tjänst (juli-2020).
 Turkmenistan: 40 T-90S i tjänst (juli-2020).
 Uganda: 44 T-90S i tjänst (juli-2020).
 Vietnam: 64 T-90S/SK i tjänst (mars-2019).
 Syrien: Okänt antal av olika modeller skänkta av Ryssland (november-2015). År 2017 levererade Ryssland 40 T-90A.
Idag (när?) finns cirka 550 st T-90-vagnar i de ryska och indiska styrkorna.
- Algeriet: enligt vissa rapporter 40, 180 eller 300 T-90S ska produceras i Ryssland för export till Algeriet.
- Indien: 640 T-90S från Ryssland och 1000 T-90 Bhishma ska produceras i Indien mellan åren 2006 och 2007.
- Ryssland: 248 T-90 och 30 T-90S ska produceras i Ryssland.

## Galleri

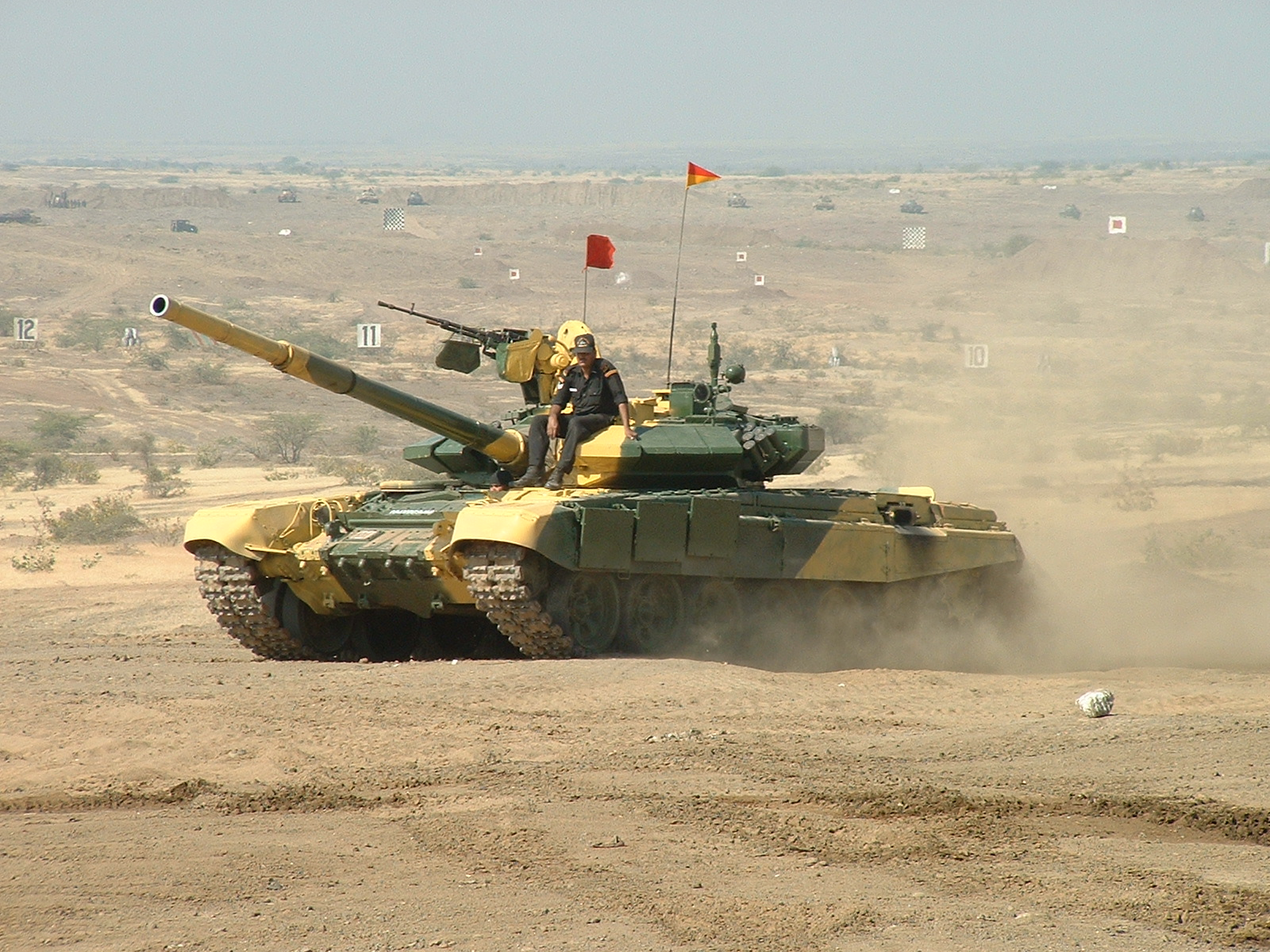
T-90S
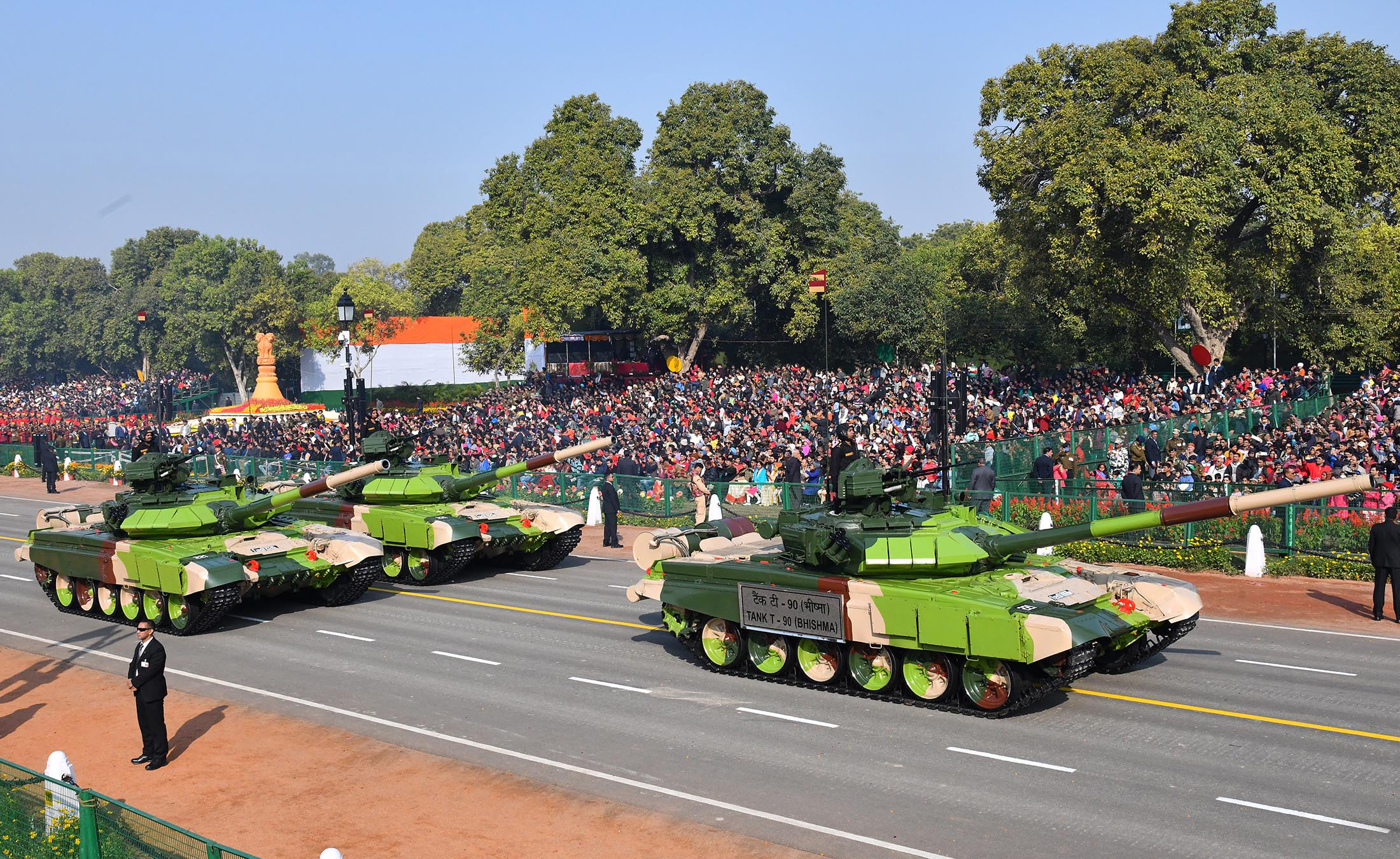
T-90 Bhishma
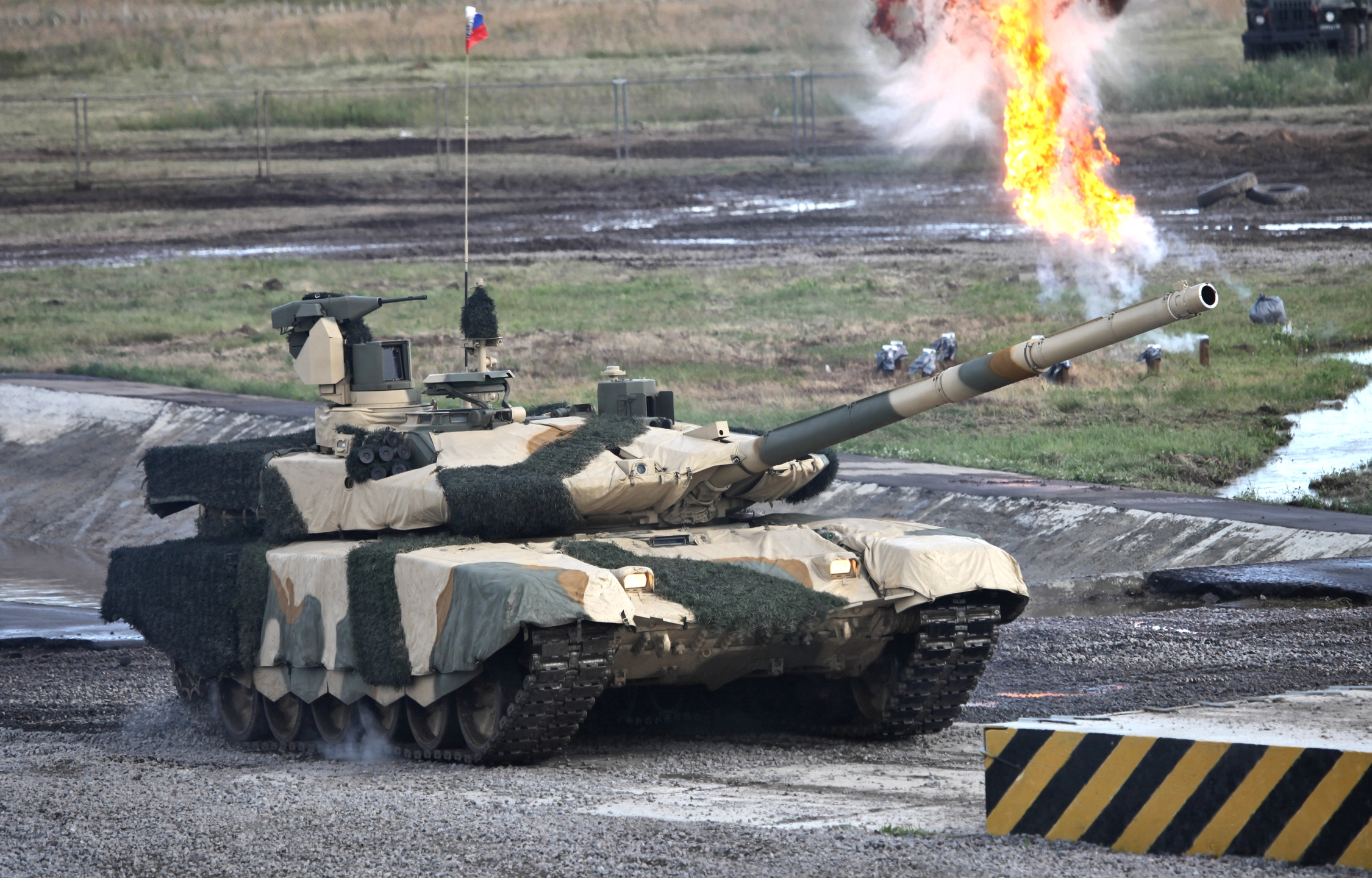
T-90MS
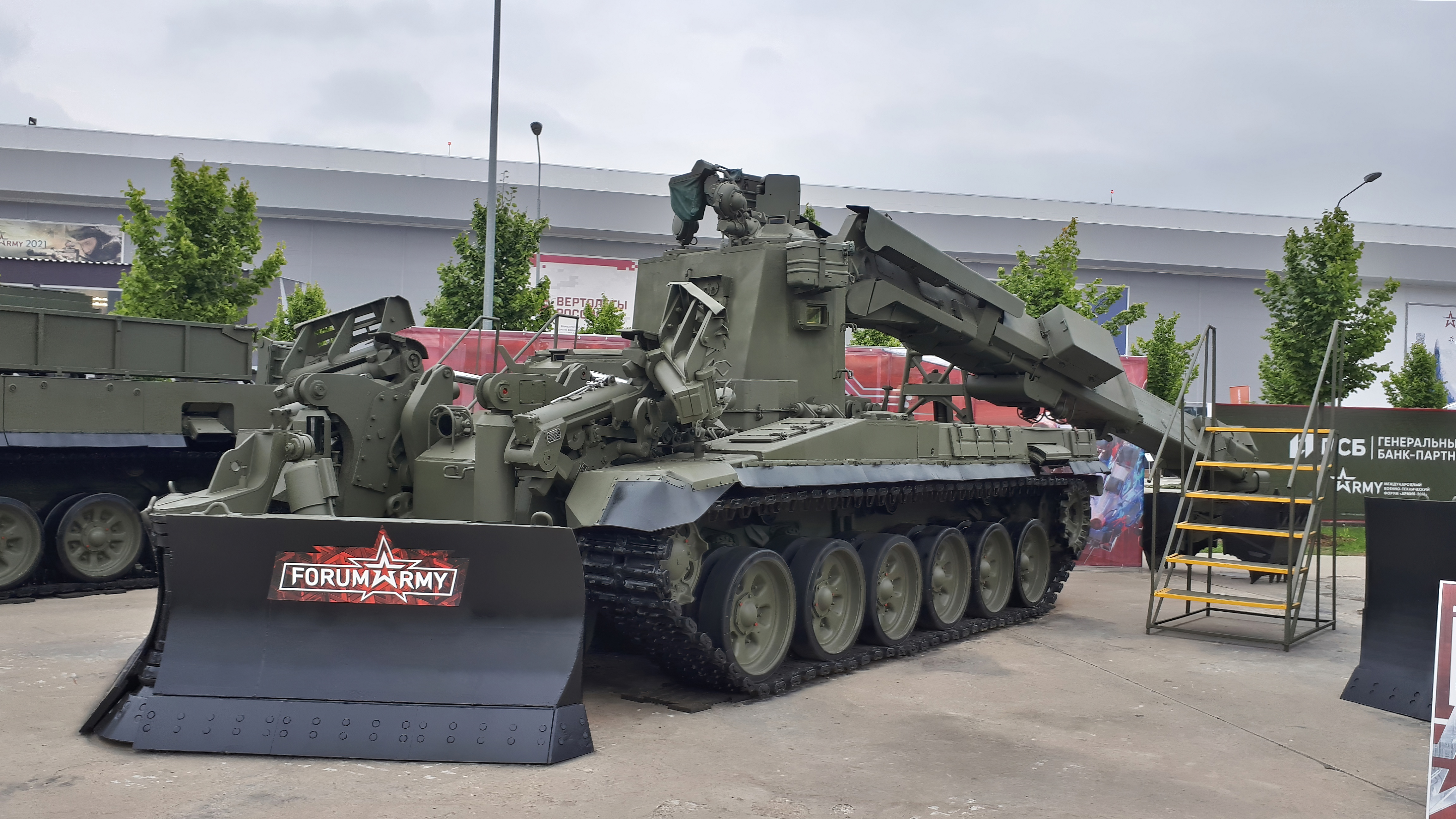
IMR-3, som är ett "fältarbetsfordon" av T-90
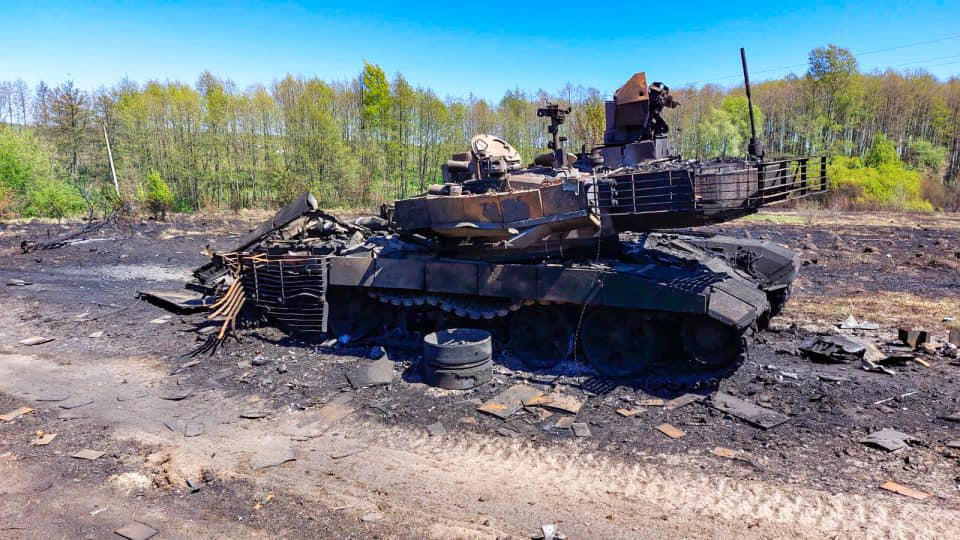
En förstörd T-90M i Ukraina (2022)